# Fathers & Sons (album)
Fathers & Sons è il quinto album in studio del cantante di musica country statunitense Luke Combs, pubblicato nel 2024.

## Tracce
1. Front Door Famous – 3:18
2. In Case I Ain't Around – 3:30
3. Huntin' by Yourself – 3:59
4. Little Country Boys – 3:15
5. Whoever You Turn Out to Be – 3:18
6. Remember Him That Way – 3:56
7. The Man He Sees in Me – 2:45
8. All I Ever Do Is Leave – 3:21
9. Plant a Seed – 3:14
10. Ride Around Heaven – 3:03
11. My Old Man Was Right – 3:15
12. Take Me Out to the Ballgame – 3:16